# Quien tiene un amigo... tiene un tesoro

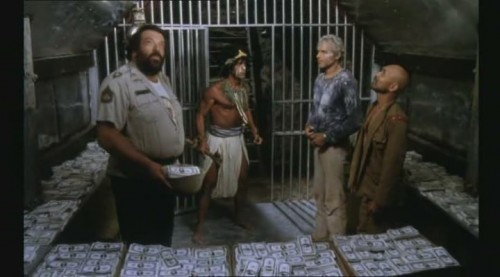
Fotograma de la película

Quien tiene un amigo tiene un tesoro ( en italiano: Chi trova un amico trova un tesoro también conocida como Un amigo es un tesoro) es una película italiana de comedia y aventuras de 1981, dirigida por Sergio Corbucci y protagonizada por el dúo cinematográfico de Terence Hill y Bud Spencer. 

#### Título original y traducción
La traducción aproximada del título original en italiano Chi trova un amico trova un tesoro al español sería: Quien encuentra un amigo encuentra un tesoro.

## Trama completa
Alan (Terence Hill) es un jugador empedernido que acumula muchas deudas y por ello se ve obligado a huir, perseguido por Frisco y su banda que manejan las apuestas de la zona. Charlie (Bud Spencer) es un marino de travesías en solitario que es contratado para publicitar una mermelada llamada Puffin, de sabor horrible, en un largo viaje promocional en barco. Alan, para escapar de sus peligrosos acreedores, se esconde en el barco de Charlie.
Cuando Charlie descubre a Alan de polizón, los dos se pelean y al final se caen del barco, llegando finalmente a una isla remota en el Pacífico, que Alan estaba interesado en visitar pues ahí parece que está el tesoro del que tanto le habló su tío. Allí, la pareja de náufragos inicialmente creen que están en una isla desierta, pero luego descubren que está habitada y se familiarizan con los nativos. La fiesta de bienvenida de los nativos es interrumpida por un grupo de piratas que vienen cada año a capturar a algunos nativos para venderlos como esclavos, pero no saben que Alan y Charlie están allí ahora. Después de muchos golpes y puñetazos los piratas son expulsados.
Finalmente, los dos amigos y los nativos hacen las paces con un viejo soldado japonés que vive y defiende un fuerte de la isla y que todavía creía que la Segunda Guerra Mundial no ha terminado. El hombre recibe a Alan y Charlie en su búnker y les muestra una enorme cantidad de dinero (robado a la Marina de los Estados Unidos durante la guerra) que mantuvo oculta durante años y que también custodió un tiempo el tío de Alan. Charlie está loco de alegría y roba todo el dinero en secreto, mientras el general le confía a Alan que todo el dinero es falso.
Charlie planea irse con un avión pero los piratas regresan a la isla más agresivos y con la ayuda de Frisco y su banda de criminales. Los nativos son capturados y humillados, por lo que Alan y Charlie, que se habían ido (sin que este último haya descubierto el secreto del dinero falso), regresan para ayudarlos, se lanzan con el avión sobre los atacantes y luchan contra sus enemigos en una batalla al son de golpes y puñetazos, derrotándolos finalmente y trayendo una paz duradera a la isla.
Finalmente Alan y Charlie son rescatados por la tripulación del USS Forrestal. Le dan el dinero falso a la Marina, solo para que les digan que el dinero es real, ya que el gobierno difundió la historia de que el dinero era falso para evitar que los japoneses lo gastaran. Los dos amigos son felicitados como héroes patriotas por su honradez al devolver el dinero, pero terminan sin dinero, sin recompensa y también, por error, sin un ídolo hecho a mano (regalo de los agradecidos nativos para Alan y Charlie) que la Marina entrega a un museo.
En la escena final vemos al ídolo en un museo con una tarjeta que dice que vale una fortuna y a Alan y Charlie trabajando como limpiadores y planeando robarlo.

## Producción
La película se rodó en Miami para el rodaje inicial; aunque al final de la película aparece el mensaje "El director y todo el equipo de producción agradecen sinceramente a la gente y a las autoridades de la isla su amable y generosa cooperación durante el rodaje de esta película y prometen solemnemente no volver ni revelar a nadie la localización de este último paraíso virgen". Para el rodaje en la isla se eligió la isla de Key Biscayne, cercana a Miami y conectada a ésta por un puente.
El personaje del soldado Kamasuka está inspirado en la figura de Hiroo Onoda, un antiguo oficial de inteligencia japonés que siguió luchando en la isla filipina de Lubang a pesar de la rendición de Japón en la Segunda Guerra Mundial. En 1974, gracias a la intervención de uno de sus antiguos comandantes, fue posible convencer a Onoda de que depusiera las armas y se rindiera. Curiosamente, el actor John Fujioka interpretó varias veces a un personaje similar tanto en 1980 (en la película El último vuelo del arca de Noé) como en 1985 (un viejo soldado llamado Shinyuki, maestro secreto de ninjutsu) en la película El guerrero americano; e incluso anteriormente, hizo otro papel similar en un episodio de la serie de televisión El hombre de los seis millones de dólares (1974-78)
El barco utilizado en la película es un Willard Vega 30 Horizon. La mermelada Puffin se ha convertido en un producto real: se produce en Alemania y el logotipo y el lema son los de la película.
En la versión original de la película, Charlie nombra a una empresa japonesa de relojes "Sarkio" (una clara referencia a Seiko) y a una empresa de automóviles "Troyota" (una cómica mala pronunciación de la multinacional Toyota). 

## Banda sonora
A diferencia de la mayoría de las películas de la pareja Hill-Spencer (normalmente musicadas por los Oliver Onions), la banda sonora de esta película corre a cargo de La Bionda. El tema principal de los créditos es Movin' cruisin', interpretado por The Fantastic Oceans. Uno de los temas de la banda sonora se titula "La isla de Corbucci" y está inspirado en el director de la película, Sergio Corbucci.

## Distribución
La película se estrenó en los cines italianos el 22 de diciembre de 1981. Para el estreno en EE. UU. estaba previsto el título "Keep your hands off the island", que todavía puede verse en algunos avances o tráiler en la red, pero posteriormente se cambió por "Who finds a friend finds a treausure".

## Recepción
La película se situó en el puesto 28 de la lista de las 100 películas más taquilleras de la temporada cinematográfica italiana 1981-1982. 

## Elenco
- Terence Hill : Alan Lloyd
- Bud Spencer : Charlie O'Brien
- Sal Borgese : Anulu
- John Fujioka : Kamasuka, un remanente japonés
- Louise Bennett : Mamá de la tribu
- Tom Tully: Capitán de la Marina